# Feldkirchen (powiat Monachium)
Feldkirchen – miejscowość i gmina w Niemczech, w kraju związkowym Bawaria, w rejencji Górna Bawaria, w regionie Monachium, w powiecie Monachium. Leży około 10 km na wschód od centrum Monachium, przy węźle autostradowym München-Ost (autostrada A8 i A99), drodze B471 i linii kolejowej Monachium – Wels.

## Demografia
Dane o ludności z 31 grudnia 2008:
| Opis                                | Ogółem | Ogółem | Kobiety | Kobiety | Mężczyźni | Mężczyźni |
| ----------------------------------- | ------ | ------ | ------- | ------- | --------- | --------- |
| Jednostka                           | osób   | %      | osób    | %       | osób      | %         |
| Populacja                           | 6110   | 100    | 3031    | 49,61   | 3079      | 50,39     |
| Wiek przedprodukcyjny (0–17 lat)    | 1187   | 19,43  | 565     | 9,25    | 622       | 10,18     |
| Wiek produkcyjny (18–65 lat)        | 4107   | 67,22  | 2019    | 33,04   | 2088      | 34,17     |
| Wiek poprodukcyjny (powyżej 65 lat) | 816    | 13,36  | 447     | 7,32    | 369       | 6,04      |

## Polityka
Wójtem gminy jest Werner van der Weck z SPD, wcześniej urząd ten obejmował Leonhard Baumann, rada gminy składa się z 20 osób.
|      | CSU | SPD | UWV | Razem |
| 2008 | 7   | 7   | 6   | 20    |
| 2002 | 8   | 4   | 4   | 16    |